# Tachikawa Ki-92
Tachikawa Ki-92 là một loại máy bay vận tải hạng nặng thử nghiệm của Nhật Bản trong Chiến tranh thế giới II.

## Quốc gia sử dụng
- Nhật Bản

## Tính năng kỹ chiến thuật (Tachikawa Ki-92)
Dữ liệu lấy từ 
Đặc điểm tổng quát
- Kíp lái: 5
- Sức chứa: 34 lính
- Chiều dài: 22 m (ft in)
- Sải cánh: 32 m (ft in)
- Chiều cao: 5,95 m (ft in)
- Diện tích cánh: 122 m² (ft²)
- Trọng lượng rỗng: 11.175 kg (lb)
- Trọng lượng có tải: 17.600 kg (lb)
- Trọng tải có ích: kg (kg)
- Trọng lượng cất cánh tối đa: kg (lb)
- Động cơ: 2 × Mitsubishi Ha 104, kW (1870 hp)1870 hp  mỗi chiếc

 Hiệu suất bay 
- Tốc độ không vượt quá: km/h (knots, mph)
- Vận tốc cực đại: 466 km/h (knots, mph)
- Vận tốc hành trình: km/h (knots, mph)
- Vận tốc tắt ngưỡng: km/h (knots, mph)
- Tầm bay: 3.960 km – 5.000 km (ước lượng) (nm, mi)
- Trần bay: 10.100 m (ft)
- Vận tốc lên cao: m/s 7000m/18' 20 " (ft/phút)
- Tải trên cánh: kg/m² (lb/ft²)
- Công suất/trọng lượng: W/kg (hp/lb)

Trang bị vũ khí

1 súng máy Ho 103 12,7mm